# Ampermoos
Koordinaten: 48° 6′ 19″ N, 11° 8′ 5″ O

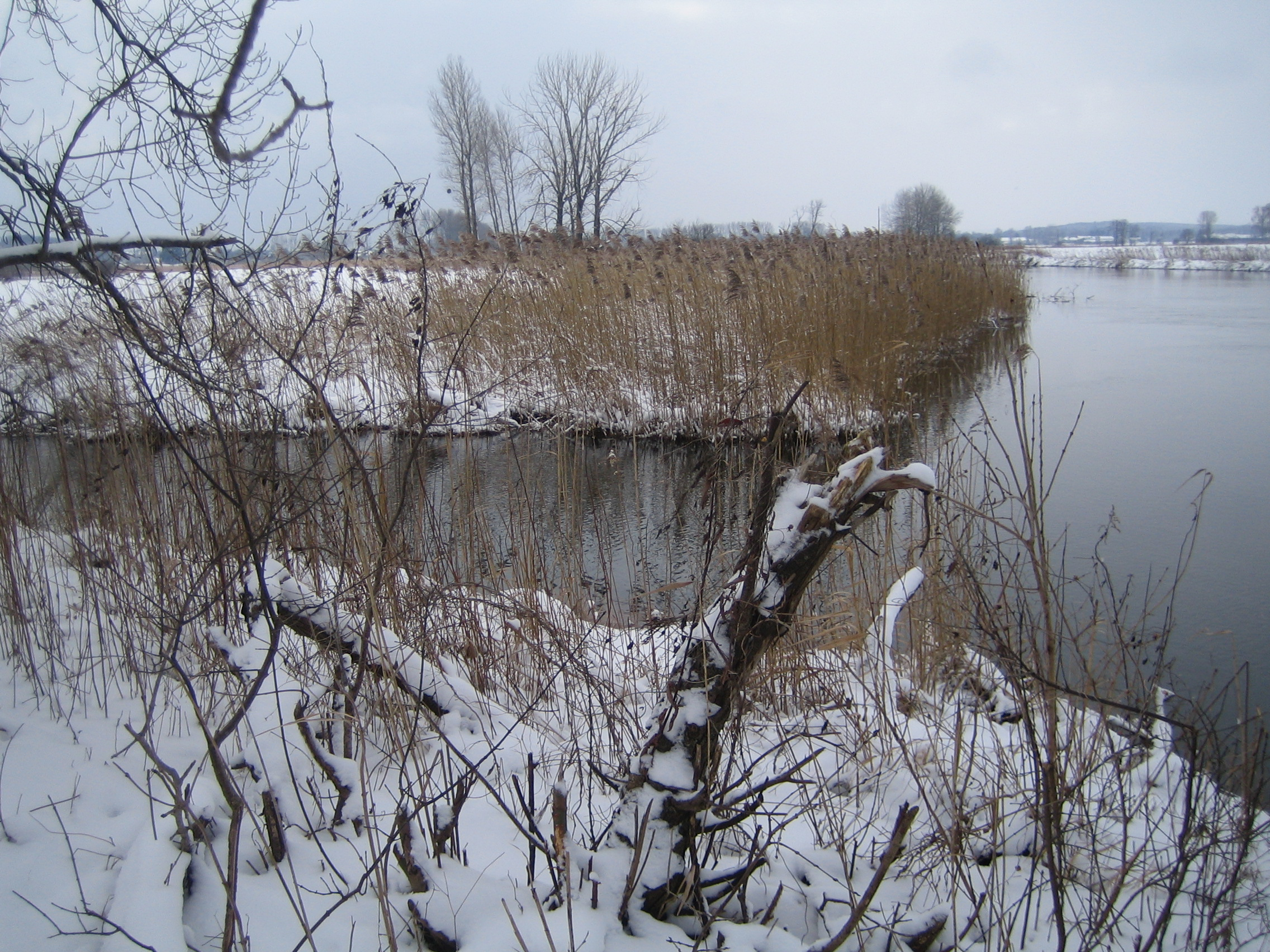
Naturschutzgebiet Ampermoos – Mündung des Inninger Baches in die Amper (Februar 2013)

Das Naturschutzgebiet Ampermoos liegt auf dem Gebiet der Landkreise Fürstenfeldbruck, Landsberg am Lech und Starnberg in Oberbayern. Es ist FFH-Gebiet (7832-371) und Teil des EU-Vogelschutzgebietes „Ammerseegebiet“ (7932-471).
Das 528,46 ha große Gebiet mit der Nr. NSG-00168.01, das im Jahr 1982 unter Naturschutz gestellt wurde, erstreckt sich zwischen Grafrath im Norden und dem Ammersee im Süden. Am nordöstlichen Rand des Gebietes verläuft die B 471 und am südlichen Rand die A 96. In Süd-Nord-Richtung fließt die Amper hindurch.
Das Naturschutzgebiet ist zusammen mit der gesamten Seefläche und dem NSG Vogelfreistätte Ammersee-Südufer im Süden des Sees als internationales Schutzgebiet nach der Ramsar-Konvention ausgewiesen.
Der Großteil des Ampermooses gehört seit 1976 zu den „Feuchtgebiete von internationaler Bedeutung“ nach der Ramsar-Konvention.  Als  ein Gebiet das unter der Ramsar-Konvention fällt ist es auch ein „Special Protection Area“ (SPA) die der Vogelschutzrichtlinie der EU entspricht. 1982 wurde ein 529 ha großer Teil des Ampermooses als Naturschutzgebiet ausgewiesen. Darüber hinaus ist es seit 2006 ein Fauna-Flora-Habitat (FFH)-Gebiet und Teil von NATURA 2000, einem europaweiten  Verbundsystem von besonders schützenswerten Lebensräumen.
Wegen der besonders schützenswerten Flora und Fauna gilt zwischen dem 1. März und dem 15. Juli ein Betretungs- und Befahrungsverbot, außerdem müssen Hunde in diesem Gebiet angeleint werden.

## Charakteristik
Die vorhandene Streuwiesenvegetation entstand durch die kleinbäuerliche Nutzung zur Einstreu-Gewinnung. Durch die Ammer, die ihren Quellgebiet in den Voralpen hat, sind im Ampermoos neben den Flusstal-Arten wie dem Kantigen Lauch (Allium angulosum) auch alpine und präalpine Arten wie z. B. die Mehlprimel (Primula farinosa) anzutreffen.

## Besonderheiten

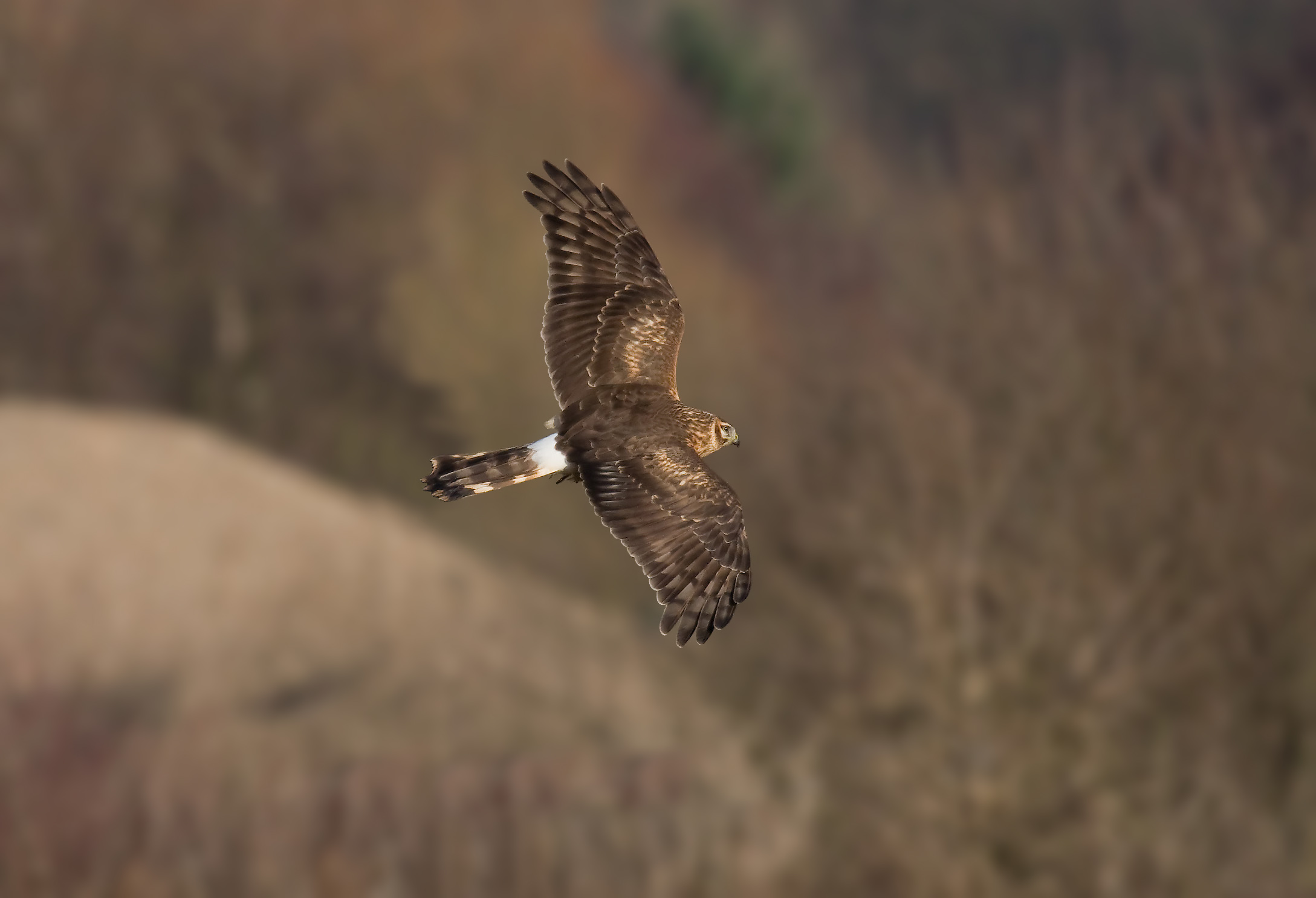
Weibliche Kornweihe

Ein sehr große Bedeutung kommt dem Ampermoos als Brutplatz für Wiesen- und Schilfbrüter zu: Neben dem Großen Brachvogel sind auch Kiebitz, Wiesenpieper und Bekassine im Ampermoos anzutreffen. Im Winter finden sich hier vor allem Kornweihen ein. In normalen Wintern sind es etwa 40 Exemplare, diese Zahl kann aber auf fast hundert Tiere ansteigen. Im Gebiet des Ampermooses gibt es Quellen mit stark kalkhaltigem Wasser, das das Wachstum von Orchideen wie dem Bleichgelben Knabenkraut (Orchis ochroleuca) und anderen Pflanzen begünstigt.

## Geschichte
Einer der Gründe für die Entwertung des Ampermooses waren wasserbautechnische Maßnahmen. Dazu gehörten die verstärkte Entwässerung des Mooses mit Hilfe von Entwässerungsgräben, mit denen das an den Moränenhängen herabsickernde Wasser aus dem Moor abgeleitet werden sollte, und eine Absenkung des Wasserspiegels der Amper bei Grafrath. Ein weiterer wichtiger Grund war die Beendigung der Wintermahd: In der Landwirtschaft wurde immer weniger Einstreu gebraucht, da es zum einen immer weniger kleinere Bauern gab, die Einstreu verwendeten, zum anderen führten die größeren Betrieb Spaltenböden in ihren Ställen ein. Aus diesen Gründen wurden die „sauren Wiesen“ nicht mehr gemäht. Diese jahrhundertealte Tradition der winterlichen Mahd führte aber ursprünglich zu der typischen, in den Voralpen oft anzutreffenden artenreichen, nährstoffarmen Streuwiese.
Wegen der aus diesen Gründen einsetzenden Verbuschung und Verbrachung verloren typische Wiesenbrüterarten ihren Lebensraum. Uferschnepfe, Rotschenkel und Birkhahn starben aus. Die Bestände von anderen Arten wie dem Großen Brachvogel, Bekassine und Kiebitz brachen sehr stark ein, ebenso die für das Ampermoos charakteristische Rohrdommel. Durch den sinkenden Grundwasserspiegel werden weitere Veränderung sichtbar: Der Abbau der Moorsubstanz führt zu immer tiefer werdenden Senken und Gräben, des Weiteren mineralisiert der Moorboden, wenn ihm das Wasser entzogen wird. Dies führt dazu, dass die speziell an das Leben im Moor angepassten Pflanzenarten von anderen Pflanzenarten verdrängt werden. Ein weiterer negativer Aspekt bei der Austrocknung von Moorböden ist die Freisetzung großer Mengen klimaschädlicher Treibhausgase.

### Beginn der Schutzmaßnahmen

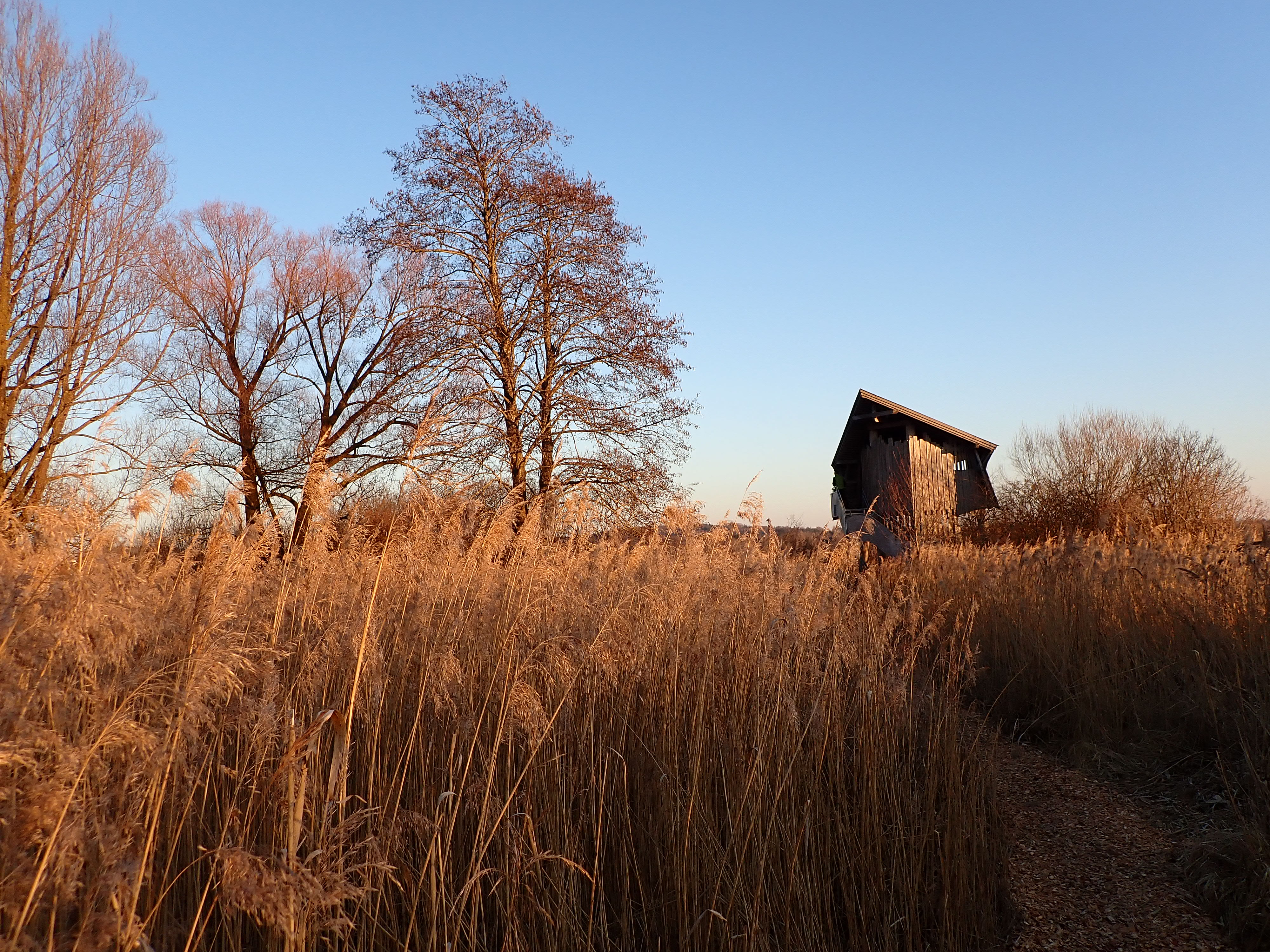
Naturbeobachtumgsturm Ampermoos bei Kottgeisering

Um diese Verfallserscheinungen aufzuhalten und zu korrigieren, wurde Anfang der 1990er Jahre die Schutzgemeinschaft Ampermoos gegründet. Deren vorrangiges Ziel war die Anhebung des Grundwasserspiegels im Moor: Um 1900 konnte die Amper noch zwischen Stegen und Grafrath befahren und dabei das Moos ohne Probleme überblickt werden. Das Gasthaus „Dampfschiff“ in Grafrath ist eine Reminiszenz an diese Zeit. Ende der 1990er Jahre lag der Flusspegel dagegen bis zu 1,5 Metern tiefer als das umliegende Moor.
Nach mehreren Interventionen entschied das bayerische Umweltministerium unter Thomas Goppel, der ein energischer Befürworter des Ampermoos-Projektes war, dass der Grundwasserspiegel bei Grafrath bei Mittelwasser um 40 Zentimeter angehoben werden solle, um vor allem bei Niedrigwasser einen Mindestpegel halten zu können. Diese Maßnahme machte den Bau einer Sohlschwelle bei Grafrath erforderlich, die, nach einer Vielzahl von Einwendungen, am 3. Juli 2013 ihrer Bestimmung übergeben werden konnte.

### Erfolge
Die ersten sichtbaren Erfolge waren die Erhöhung der Feuchtigkeit im Moos, auch das Bett der Amper ist bei Normal- und Niedrigwasser gut gefüllt. Ebenfalls sichtbar wurden Veränderungen in der Tierwelt: So ist der Große Brachvogel wieder ins Ampermoos zurückgekehrt, allerdings erschweren umherstreifende Beutegreifer wie Füchse den nachhaltigen Bruterfolg erheblich. Auch der Spielhahn, also der Birkhahn, ist noch nicht wieder gesichtet worden. Von der Bekassine sind im Ampermoos zwischen 25 und 35 Brutpaare wieder heimisch geworden, das Moos ist damit eines der wichtigsten Brutgebiete der Bekassine.
Eine weitere wirksame Maßnahme ist die Beratung der Landwirte, die die Moorwiesen mähen, durch den hauptamtlichen „Gebietsbetreuer für das Ramsar-Gebiet Ammersee“. Auch dank seiner professionellen Beratung konnten die Lebensbedingungen auf den Moorwiesenflächen deutlich verbessert werden. So ist unter anderem die herbstliche Streumahd wieder aufgenommen worden. Zusätzlich wurden Altgrasstreifen eingerichtet, die nicht mehr jedes Jahr gemäht werden.

### Bilderserie mit Hochwasser

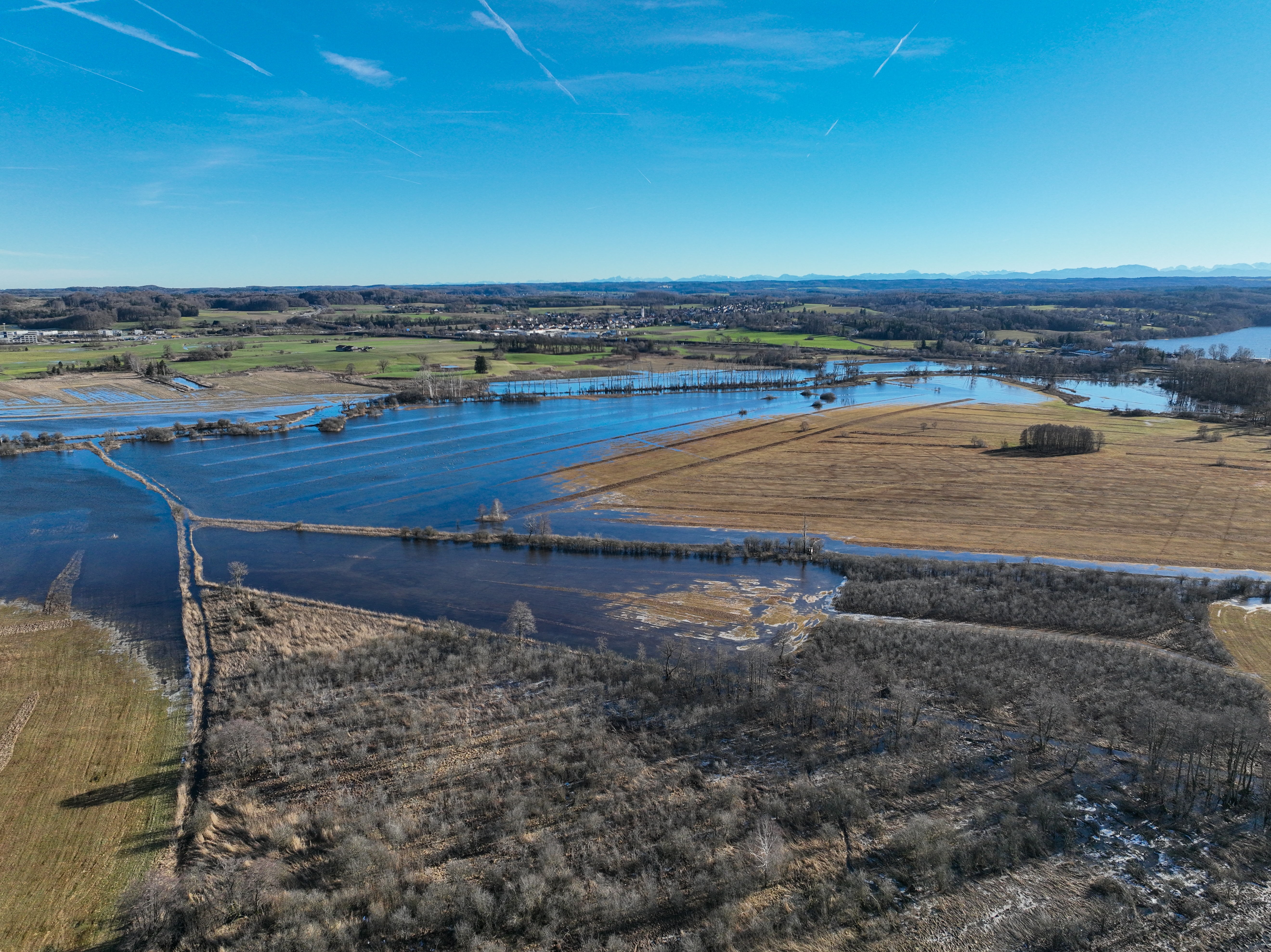
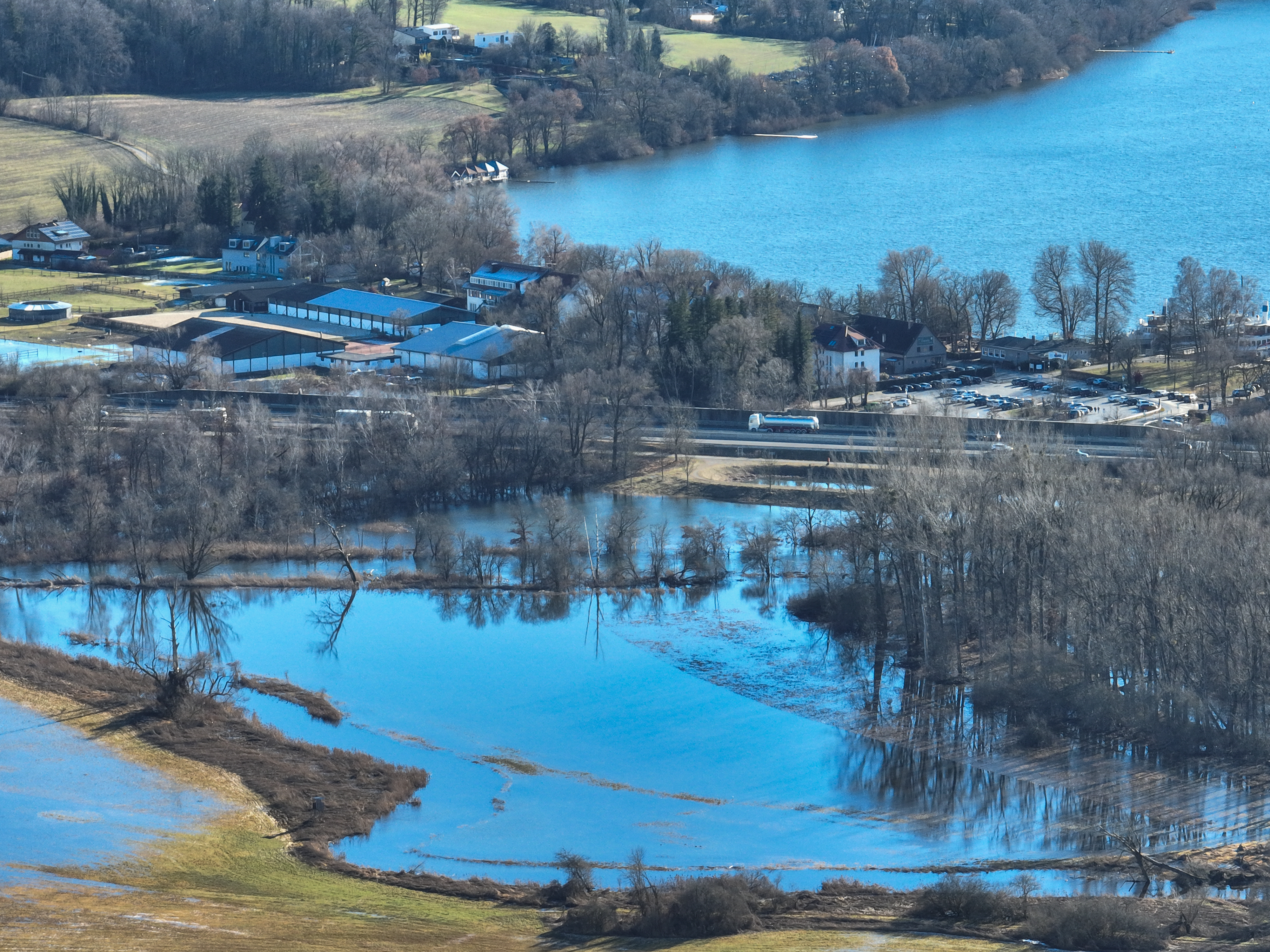
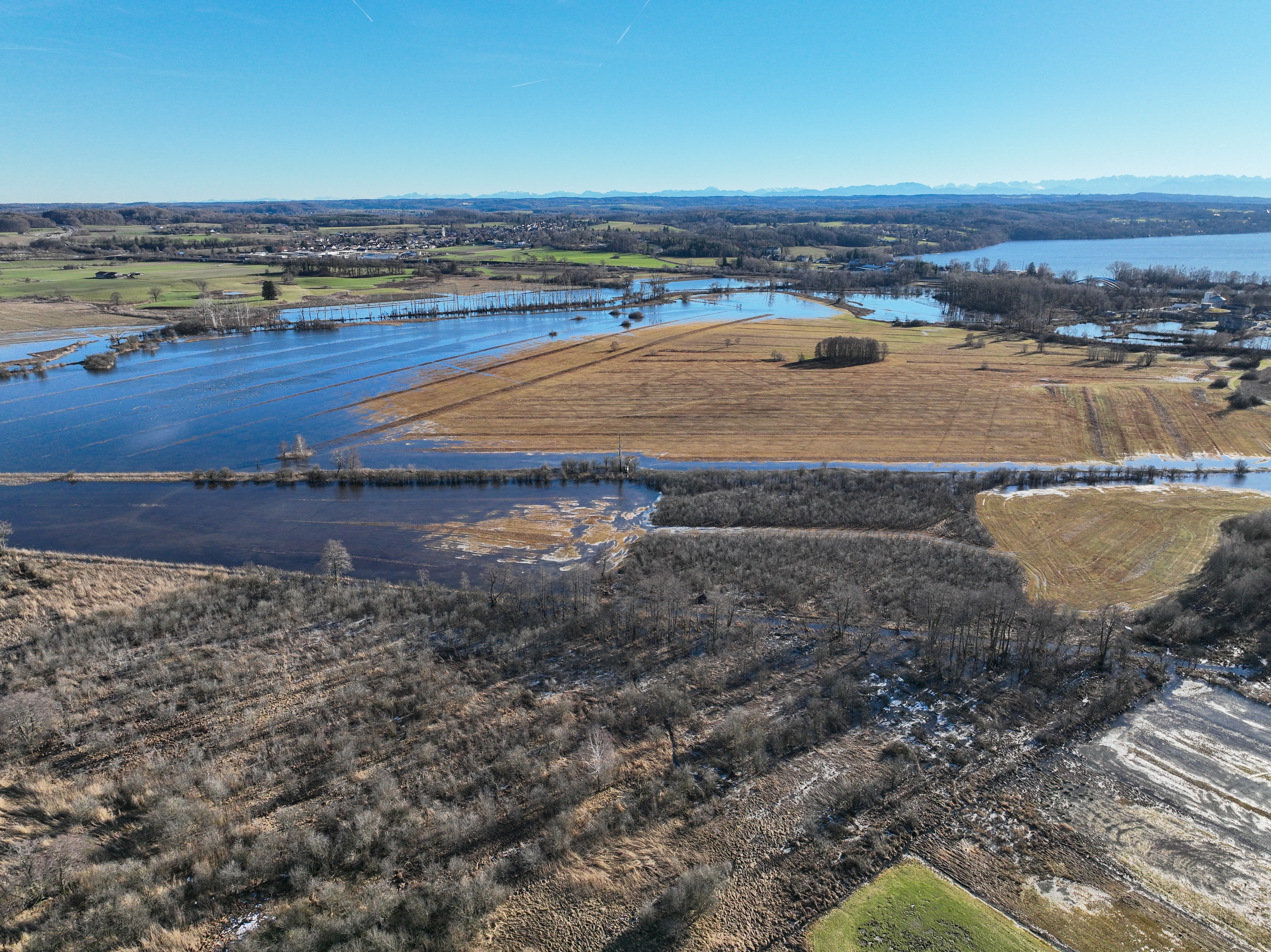
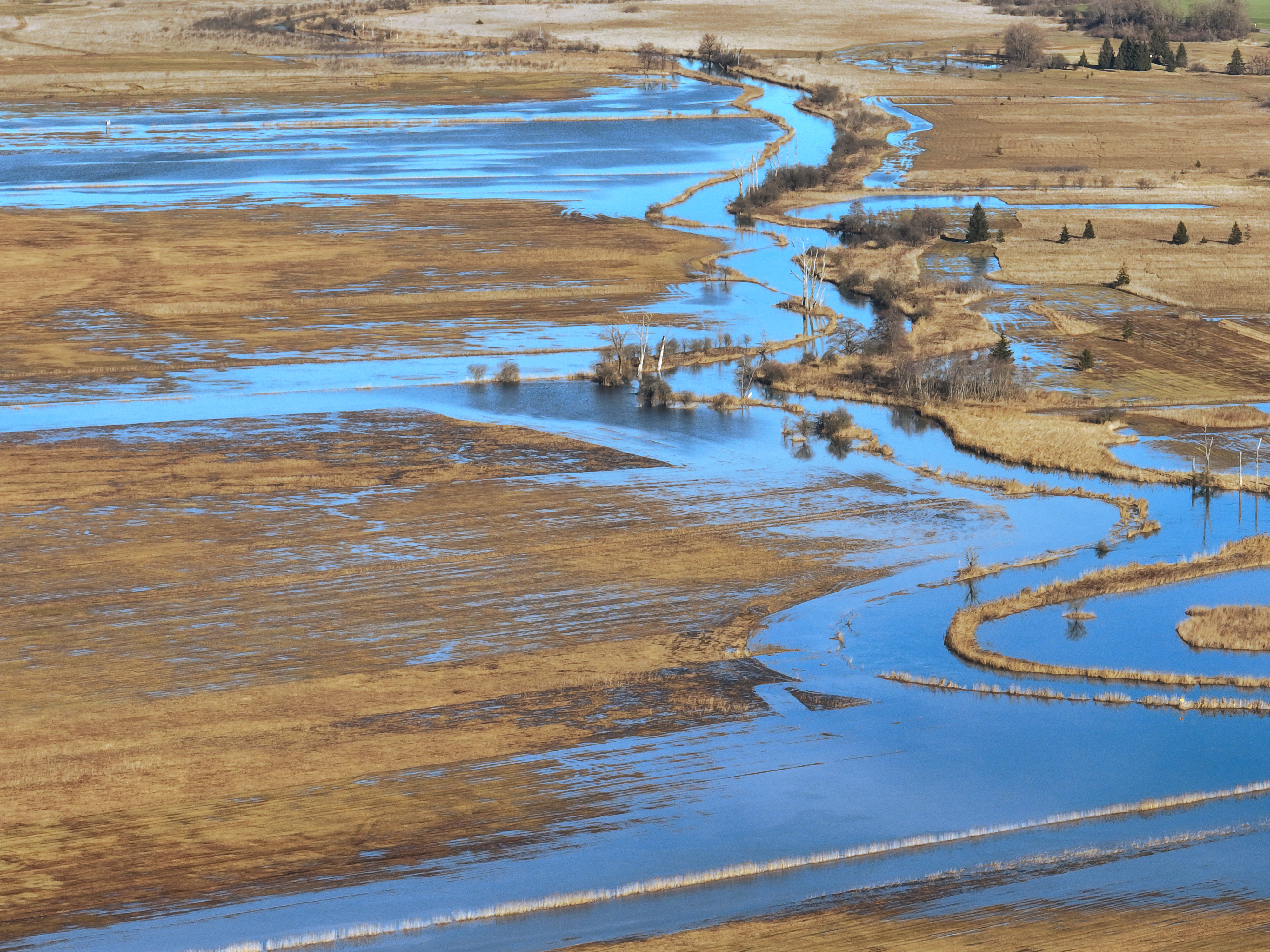
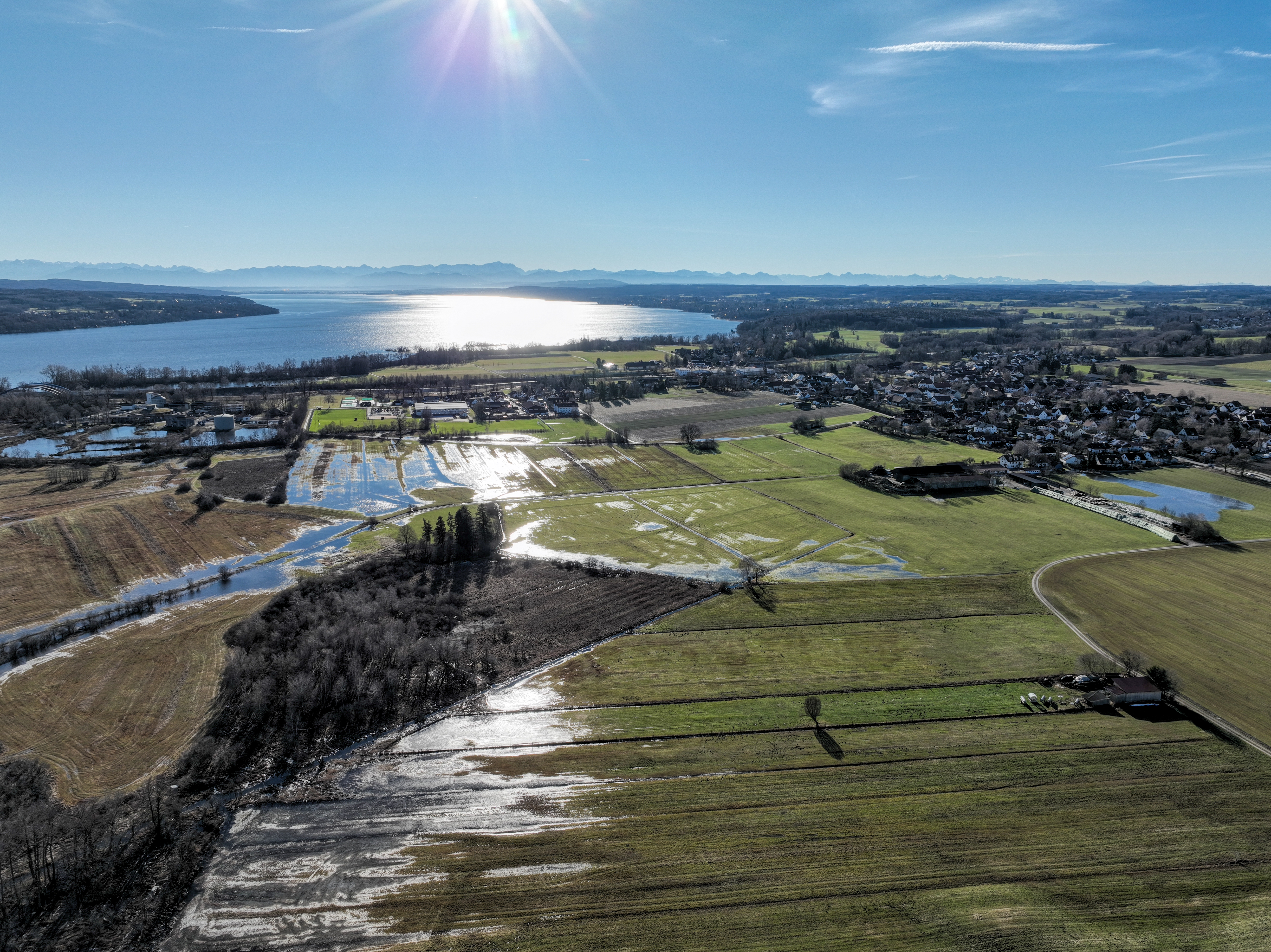
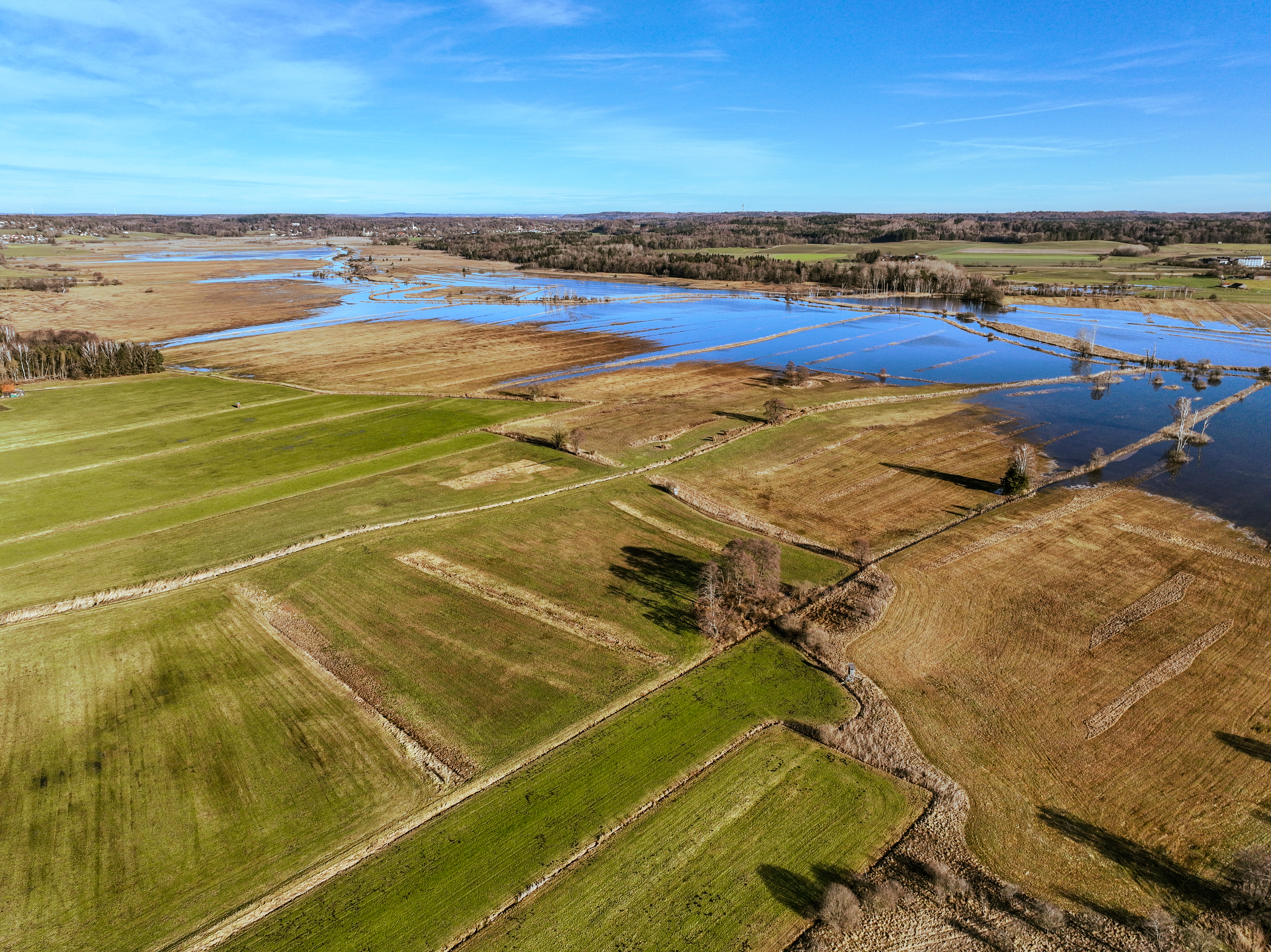